# Маслак Олександр Олександрович
Олександр Олександрович Маслак (5 квітня 1977, м. Київ — 6 вересня 2017, с. Масевичі) — український філософ-традиціоналіст, кандидат філософських наук, громадський і політичний діяч.

## Біографічні відомості

### Освіта
У 1997—2002 рр. навчався на філософському факультеті Київського національного університету ім. Тараса Шевченка, у 2005-му закінчив там же аспірантуру, в 2010 р. захистив кандидатську дисертацію.
У 2011—2012 рр. стажувався у Варшавському університеті.

### Науково-викладацька діяльність
Викладач філософії у низці київських ВНЗ.
Працював у системі Національної академії наук України. Автор багатьох наукових і публіцистичних текстів з філософії політики та права, політичних ідеологій, міжнародних відносин, актуальних подій суспільного життя в Україні. Друкувався у часописах «Перехід-IV», «Молода нація», «Дзеркало тижня», «Українське слово», «Національний кореспондент».

## Громадсько-політична діяльність
Наприкінці 1990-х — початку 2000-х — член Української Національної Асамблеї — Української Народної Самооборони та Всеукраїнського об'єднання «Державна Самостійність України».
Учасник революційної кампанії «Україна без Кучми» (2001), Помаранчевої революції (2004/2005), Революції гідності (2013/2014).
Член Союзу гетьманців-державників (з 2001), Українського Традиціоналістичного Клубу (з 2009), Активіст Цивільного Корпусу «Азов» (2015—2016).
Співорганізатор Групи сприяння утворенню Балто-Чорноморського Союзу «Іntermarium Support Group» (2016), учасник і організатор І-ї та II-ї конференцій. Один із сучасних архітекторів Інтермаріуму — геополітичної концепції Адріатично-Балто-Чорноморського союзу як співдружності держав Центрально-Східної Європи, здатної стати впливовим суб'єктом світової політики.
З 2016 — Член Вищої Ради Національного Корпусу, співавтор програми партії.
Загинув 6 вересня 2017 внаслідок аварії на трасі Київ — Ковель — Ягодин у Рокитнівському районі Рівненської області.
У 2022 році київське видавництво «Орієнтир» випустило збірку творів Олександра Маслака «Український архітектор Інтермаріуму».
Присвяту Олександру Маслаку має видана у 2019 році книга Ігоря Загребельного «Міжмор'я: (майже) втрачений шанс».
7 квітня 2023 розпочато голосування щодо чергового пакету перейменувань вулиць Києва. Вулицю Маяковського комісія Київради пропонує перейменувати на вулицю Олександра Маслака, українського філософа та політолога, одного з ідеологів Балто-Чорноморського союзу держав (Інтермаріуму).